# Лебедев, Сергей Фёдорович (шахматист)
Сергей Фёдорович Лебедев (1868—1942) — советский, ранее российский, шахматист.
Участник Всероссийских турниров (1899—1903 гг.) и Всероссийских турниров любителей (1909 и 1911 гг.); лучший результат в 1899 году — 4-е место (выиграл у М. И. Чигорина).
Участник гастрольных выступлений Г. Марко и К. фон Барделебена.
После выступления в чемпионате СССР 1923 года (11—13-е места) в шахматных соревнованиях почти не участвовал. Только в середине 1930-х гг. вернулся к игре по переписке.
До революции работал на патронном заводе.
Победитель турнира Петербургского шахматного собрания на звание маэстро (1908 г.). Единственный дореволюционный маэстро (из числа оставшихся в России), не получивший звания мастера спорта СССР.
В послевоенной шахматной литературе имя С. Ф. Лебедева упоминалось в основном в негативном контексте по причине его острого конфликта с М. И. Чигориным: Лебедев организовал в печати шумную кампанию на тему «Кого считать первым шахматистом России».

## Спортивные результаты
| Год                       | Город           | Соревнование                                                        | + | −  | = | Результат    | Место |
| ------------------------- | --------------- | ------------------------------------------------------------------- | - | -- | - | ------------ | ----- |
| 1899                      | Москва          | Всероссийский турнир                                                | 7 | 3  | 3 | 8½ из 13     | 4     |
| 1900                      | Санкт-Петербург | Турнир сильнейших шахматистов города                                |   |    |   |              |       |
| 1900 / 1901               | Москва          | Всероссийский турнир                                                | 8 | 7  | 2 | 9 из 17      | 8—10  |
| 1901                      |                 | Матч с Г. Марко                                                     |   |    |   | Матч выигран |       |
| 1903                      | Киев            | Всероссийский турнир                                                | 8 | 7  | 3 | 9½ из 18     | 9-10  |
| 1908                      | Санкт-Петербург | Турнир Петербургского шахматного собрания (с нормой маэстро)        |   |    |   |              | 1     |
| 1909                      | Санкт-Петербург | Всероссийский турнир любителей памяти М. И. Чигорина                | 6 | 4  | 6 | 9 из 16      | 7—8   |
| 1911                      | Санкт-Петербург | Всероссийский турнир любителей                                      |   |    |   |              |       |
|                           |                 | Матч Санкт-Петербург — Москва (6-я доска, против В. Ф. Острогского) | 0 | 1  | 0 | 0 из 1       |       |
| 1913 / 1914               | Санкт-Петербург | Всероссийский турнир мастеров                                       | 3 | 10 | 4 | 5 из 17      | 15    |
| 1923                      | Петроград       | 2-й чемпионат СССР                                                  | 2 | 7  | 3 | 3½ из 12     | 11—13 |
| СОРЕВНОВАНИЯ ПО ПЕРЕПИСКЕ |                 |                                                                     |   |    |   |              |       |
| 1900 — 1901               |                 | 5-й турнир по переписке газеты «Новое время»                        |   |    |   |              |       |
| 1935 — 1936               |                 | Турнир по переписке мастеров и I категории                          |   |    |   | 6 из 12      | 7—8   |
| 1937 — 1938               |                 | Турнир по переписке мастеров и I категории                          |   |    |   | 6 из 12      | 7     |
| 1940 — 1941               |                 | Чемпионат СССР по переписке                                         |   |    |   | 7 из 12      | [ 7 ] |